# Wasatch Front 100 Mile Endurance Run
La Wasatch Front 100 Mile Endurance Run, ou Wasatch 100, est un ultra-trail organisé chaque année dans l'Utah, aux États-Unis dans la Wasatch Front. Il se dispute en septembre le premier vendredi suivant le Labor Day sur un parcours long de 100 miles, pour un dénivelé positif d'environ 7 300 m, entre Kaysville, dans le comté de Davis, et Soldier Hollow, dans le comté de Wasatch. La première édition a eu lieu en 1980.

## Histoire
Inspiré par la Western States, le Wasatch 100 a débuté en 1980 comme un challenge entre cinq coureurs locaux. L'année suivante, sept athlètes se présentent au départ mais aucun ne finit. En 1990, la course a régulièrement plus de 100 coureurs à son départ et leur nombre augmente jusqu'à 321 en 2014.

## Palmarès
| Édition | Date              | Hommes                                                  | Hommes                                                  | Hommes                                                  | Femmes                                                  | Femmes                                                  | Femmes                                                  |
| ------- | ----------------- | ------------------------------------------------------- | ------------------------------------------------------- | ------------------------------------------------------- | ------------------------------------------------------- | ------------------------------------------------------- | ------------------------------------------------------- |
|         |                   | Rang                                                    | Athlète                                                 | Temps                                                   | Rang                                                    | Athlète                                                 | Temps                                                   |
| 1re     | 12 septembre 1980 | 1er                                                     | Greg Rollins                                            | 35 h 01 min 21 s                                        | 1re                                                     | Laurie Staton-Carter                                    | 35 h 01 min 21 s                                        |
| 2e      | 11 septembre 1981 |                                                         | —                                                       |                                                         |                                                         | —                                                       |                                                         |
| 3e      | 10 septembre 1982 | 1er                                                     | Ben Dewell                                              | 30 h 05 min 32 s                                        |                                                         | —                                                       |                                                         |
| 4e      | 9 septembre 1983  | 1er                                                     | Rob Landis                                              | 22 h 04 min 18 s                                        | 9e                                                      | Laurie Staton-Carter — 2e victoire                      | 32 h 02 min 05 s                                        |
| 5e      | 7 septembre 1984  | 1er                                                     | Rob Landis — 2e victoire                                | 22 h 00 min 48 s                                        | 17e                                                     | Laurie Staton-Carter — 3e victoire                      | 32 h 42 min 27 s                                        |
| 6e      | 13 septembre 1985 | 1er                                                     | Dana Miller                                             | 21 h 32 min 26 s                                        | 32e                                                     | Cindy Andrus                                            | 34 h 26 min 33 s                                        |
| 7e      | 12 septembre 1986 | 1er                                                     | Chuck Jones                                             | 20 h 39 min 55 s                                        | 16e                                                     | Becky Nielsen                                           | 29 h 00 min 15 s                                        |
| 8e      | 11 septembre 1987 | 1er                                                     | Dana Miller — 2e victoire                               | 21 h 45 min 53 s                                        | 13e                                                     | Laurie Staton-Carter — 4e victoire                      | 28 h 39 min 32 s                                        |
| 9e      | 9 septembre 1988  | 1er                                                     | Dana Miller — 3e victoire                               | 21 h 41 min 07 s                                        | 33e                                                     | Debby Shore                                             | 29 h 46 min 55 s                                        |
| 10e     | 8 septembre 1989  | 1er                                                     | Richard Spady                                           | 21 h 16 min 37 s                                        | 19e                                                     | Edith Bogenhuber                                        | 28 h 57 min 45 s                                        |
| 11e     | 7 septembre 1990  | 1er                                                     | Dana Miller — 4e victoire                               | 20 h 29 min 28 s                                        | 12e                                                     | Bobbie Dixon                                            | 28 h 09 min 20 s                                        |
| 12e     | 13 septembre 1991 | 1er                                                     | Jim O'Brien                                             | 22 h 55 min 50 s                                        | 10e                                                     | Laura Vaughan                                           | 27 h 42 min 56 s                                        |
| 13e     | 11 septembre 1992 | 1er                                                     | Dana Miller — 5e victoire                               | 21 h 36 min 54 s                                        | 12e                                                     | Laura Vaughan — 2e victoire                             | 25 h 48 min 01 s                                        |
| 14e     | 10 septembre 1993 | 1er                                                     | Joe Schlereth                                           | 22 h 14 min 51 s                                        | 4e                                                      | Deborah Wagner                                          | 24 h 34 min 54 s                                        |
| 15e     | 9 septembre 1994  | 1er                                                     | Heikki Ingström                                         | 21 h 42 min 13 s                                        | 7e                                                      | Laura Vaughan — 3e victoire                             | 23 h 55 min 34 s                                        |
| 16e     | 8 septembre 1995  | 1er                                                     | Mark Tarr                                               | 22 h 57 min 31 s                                        | 9e                                                      | Laura Vaughan — 4e victoire                             | 25 h 41 min 55 s                                        |
| 17e     | 6 septembre 1996  | 1er                                                     | Tim Seminoff                                            | 22 h 00 min 27 s                                        | 13e                                                     | Deborah Wagner — 2e victoire                            | 25 h 54 min 33 s                                        |
| 18e     | 5 septembre 1997  | 1er                                                     | Tim Spence                                              | 21 h 13 min 00 s                                        | 10e                                                     | Martha Swatt                                            | 23 h 42 min 00 s                                        |
| 19e     | 12 septembre 1998 | 1er                                                     | Karl Meltzer                                            | 20 h 08 min 00 s                                        | 9e                                                      | Ann Trason                                              | 22 h 27 min 00 s                                        |
| 20e     | 11 septembre 1999 | 1er                                                     | Leland Barker                                           | 20 h 24 min 00 s                                        | 13e                                                     | Laura Vaughan — 5e victoire                             | 25 h 17 min 00 s                                        |
| 21e     | 9 septembre 2000  | 1er                                                     | Karl Meltzer — 2e victoire                              | 20 h 52 min 56 s                                        | 9e                                                      | Susan Yates Hunter                                      | 23 h 45 min 39 s                                        |
| 22e     | 8 septembre 2001  | 1er                                                     | Leland Barker — 2e victoire                             | 21 h 44 min 38 s                                        | 11e                                                     | Betsy Nye                                               | 26 h 17 min 29 s                                        |
| 23e     | 7 septembre 2002  | 1er                                                     | Nate McDowell                                           | 19 h 52 min 25 s                                        | 20e                                                     | Betsy Nye — 2e victoire                                 | 26 h 34 min 08 s                                        |
| 24e     | 6 septembre 2003  | 1er                                                     | Karl Meltzer — 3e victoire                              | 20 h 46 min 35 s                                        | 18e                                                     | Betsy Nye — 3e victoire                                 | 26 h 36 min 53 s                                        |
| 25e     | 11 septembre 2004 | 1er                                                     | Karl Meltzer — 4e victoire                              | 20 h 06 min 08 s                                        | 7e                                                      | Krissy Moehl Sybrowsky                                  | 23 h 49 min 47 s                                        |
| 26e     | 10 septembre 2005 | 1er                                                     | Karl Meltzer — 5e victoire                              | 19 h 43 min 47 s                                        | 15e                                                     | Darcy Piceu Africa                                      | 24 h 34 min 53 s                                        |
| 27e     | 9 septembre 2006  | 1er                                                     | Karl Meltzer — 6e victoire                              | 20 h 18 min 58 s                                        | 19e                                                     | Betsy Nye — 4e victoire                                 | 26 h 20 min 02 s                                        |
| 28e     | 8 septembre 2007  | 1er                                                     | Kyle Skaggs                                             | 19 h 35 min 14 s                                        | 8e                                                      | Liz Irvine                                              | 23 h 29 min 28 s                                        |
| 29e     | 6 septembre 2008  | 1er                                                     | Geoff Roes                                              | 20 h 01 min 07 s                                        | 15e                                                     | Betsy Nye — 5e victoire                                 | 25 h 36 min 56 s                                        |
| 30e     | 12 septembre 2009 | 1er                                                     | Geoff Roes — 2e victoire                                | 18 h 30 min 55 s                                        | 10e                                                     | Betsy Nye — 6e victoire                                 | 23 h 15 min 18 s                                        |
| 31e     | 10 septembre 2010 | 1er                                                     | Nicholas Clark                                          | 20 h 21 min 04 s                                        | 12e                                                     | Darcy Piceu Africa — 2e victoire                        | 23 h 20 min 01 s                                        |
| 32e     | 9 septembre 2011  | 1er                                                     | Evan Honeyfield                                         | 19 h 31 min 59 s                                        | 22e                                                     | Becky Wheeler                                           | 25 h 53 min 19 s                                        |
| 33e     | 7 septembre 2012  | 1er                                                     | Jeff Browning                                           | 19 h 33 min 30 s                                        | 16e                                                     | Emily K. Judd                                           | 24 h 14 min 35 s                                        |
| 34e     | 6 septembre 2013  | 1er                                                     | Nicholas Clark — 2e victoire                            | 20 h 24 min 26 s                                        | 15e                                                     | Sarah Evans McCloskey                                   | 24 h 31 min 19 s                                        |
| 35e     | 5 septembre 2014  | 1er                                                     | George Grygar                                           | 19 h 52 min 12 s                                        | 9e                                                      | Bethany Lewis                                           | 22 h 21 min 47 s                                        |
| 36e     | 11 septembre 2015 | 1er                                                     | Christopher Schurk                                      | 20 h 41 min 09 s                                        | 20e                                                     | Heather Culig                                           | 25 h 38 min 02 s                                        |
| 37e     | 9 septembre 2016  | 1er                                                     | Trevor Fuchs                                            | 21 h 13 min 58 s                                        | 12e                                                     | Darcy Piceu Africa — 3e victoire                        | 23 h 15 min 25 s                                        |
| 38e     | 8 septembre 2017  | 1er                                                     | Trevor Fuchs — 2e victoire                              | 20 h 59 min 43 s                                        | 8e                                                      | Luzia Bühler                                            | 25 h 08 min 20 s                                        |
| 39e     | 7 septembre 2018  | 1er                                                     | Jesse Rich                                              | 21 h 07 min 17 s                                        | 20e                                                     | Rebecca Hall                                            | 26 h 46 min 05 s                                        |
| 40e     | 6 septembre 2019  | 1er                                                     | Gediminas Grinius                                       | 20 h 55 min 31 s                                        | 8e                                                      | Teresa Kaiser                                           | 24 h 13 min 32 s                                        |
| 41e     | 11 septembre 2020 | Édition annulée en raison de la pandémie de coronavirus | Édition annulée en raison de la pandémie de coronavirus | Édition annulée en raison de la pandémie de coronavirus | Édition annulée en raison de la pandémie de coronavirus | Édition annulée en raison de la pandémie de coronavirus | Édition annulée en raison de la pandémie de coronavirus |
| 42e     | 10 septembre 2021 | 1er                                                     | Cody Priest                                             | 21 h 24 min 05 s                                        | 14e                                                     | Rebecca Rick                                            | 26 h 09 min 54 s                                        |
| 43e     | 9 septembre 2022  | 1er                                                     | Shawn Smith                                             | 20 h 30 min 28 s                                        | 7e                                                      | Sarah Pizzo                                             | 24 h 47 min 50 s                                        |